# Bequia
Bequia  (IPA: /ˈbɛkwiː/ o /ˈbɛkweɪ/) è un'isola del Mar dei Caraibi, la più popolata nell'arcipelago delle Grenadine sotto la sovranità territoriale di Saint Vincent e Grenadine. Situata circa 15 km a sud dell'isola di Saint Vincent, è la seconda isola più grande dell'arcipelago con una superficie di 18 km² e una lunghezza di circa 3 km. Il nome "Bequia" probabilmente vuol dire isola delle nuvole in una delle lingue arawak diffuse nella zona. L'economia locale si basa prevalentemente sul turismo, grazie alle acque cristalline e alle numerose strutture ricettive presenti, che includono lussuosi resort.

## Storia
I primi abitanti di Bequia, risalenti ai primi secoli del I millennio d.C., furono le popolazioni amerindie originarie delle regioni costiere settentrionali dell'America meridionale. Viaggiando in grandi canoe, esse arrivarono scaglionate in diverse ondate migratorie. Bequia fu una delle ultime isole dell'arcipelago ad essere occupata. Sono state tuttavia rinvenute delle testimonianze - per lo più ceramiche - che sembrerebbero attestare la presenza umana sull'isola già dalla fine dell'epoca preistorica, ma la questione è ancora oggetto di dibattito tra gli studiosi.
Intorno al 1400, comunque, si verificò un'ultima ondata migratoria nella regione, ad opera delle popolazioni Caribe che si assimilarono alla popolazione indigena preesistente assorbendone la cultura. Furono questi stessi Caribi delle Piccole Antille che in seguito tentarono di resistere all'assalto della colonizzazione europea delle Americhe tra il XVI e il XVII secolo, riuscendo però a mantenere la sola isola di Saint Vincent, la quale attirò successivamente tutte le attenzioni soprattutto di francesi e inglesi, permettendo a Bequia di vivere relativamente in pace. Le cose cambiarono nel XVIII secolo, quando Bequia passò sotto il controllo dei francesi durante la Guerra dei sette anni e fu utilizzata dalle flotte dei loro alleati spagnoli e olandesi per rifornirsi, mentre alle navi britanniche fu fatto divieto di attraccare. Il trattato di Parigi del 1763 pose fine alla guerra e produsse un significativo riallineamento nella mappa dei Caraibi; le isole di Saint Vincent e Grenadine, inclusa Grenada, furono date agli inglesi, mentre i francesi ebbero in cambio Guadalupa, Martinica e Saint Lucia.